# تسورواوکا، یاماگاتا
تسورواوکا در استان یاماگاتا در کشور ژاپن واقع شده‌است که دارای جمعیت ۱۴۰٬۰۹۷ نفر و مساحت ۱٬۳۱۱٫۵۱ کیلومتر مربع با تراکم جمعیت ۱۰۷ نفر در کیلومترمربع است و در تاریخ ۱ اکتبر ۲۰۰۵ به عنوان شهر شناخته شد.